# Chelonodon patoca
Chelonodon patoca és una espècie de peix de la família dels tetraodòntids i de l'ordre dels tetraodontiformes.

## Morfologia
- Els mascles poden assolir 38 cm de longitud total.[3][4]

## Hàbitat
És un peix de clima tropical (23 °C-28 °C) i associat als esculls de corall.

## Distribució geogràfica
Es troba des de l'Àfrica oriental fins a les illes de l'Almirallat, Nova Bretanya, la Xina i el nord d'Austràlia.

## Observacions
És considerat una delicadesa gastronòmica al Japó, tot i que és verinós per als humans.